# Chelsea Manning
Chelsea Manning (rojstno ime Bradley Edward Manning), ameriška vojakinja in žvižgačinja, * 17. december 1987.
Chelsea Manning je transspolna ženska, ki je bila leta 2009 napotena v Irak, v začetku leta 2010 je organizaciji WikiLeaks posredovala velike količine zaupnih dokumentov ZDA, ki so jih postopoma objavljali svetovni mediji. Maja 2010 je bila aretirana in obtožena 22 kaznivih dejanj, zaradi česar ji je grozila tudi smrtna kazen. Julija 2013 so jo na vojaškem sodišču ZDA obsodili na 35 let zapora in nečastno odpustili iz vojske. V času službovanja v vojski so ji odkrili disforijo spola, kasneje si je spremenila ime v Chelsea. 17. januarja 2017 ji je ameriški predsednik Barack Obama občutno znižal kazen na sedem let zapora, ki se je iztekla 17. maja 2017.